# Стоян Петро Євстафійович
Петро Євстафійович Стоян (рос. Пётр Евстафьевич Стоян; 22 липня 1884, Ізмаїл, Російська імперія — 3 травня 1961, Ніцца) — російський філолог, керівник російського відділення Академії есперанто, автор численних праць з інтерлінгвістики. Автор відомого «Малого [в 1-му виданні — Короткого] тлумачного словника російської мови», що виходив принаймні тричі.

## Біографія
Вивчав фізику і математику в Рішельєвському ліцеї. Також навчався в Санкт-Петербурзі та в 1906-1907 роках у Парижі.
У 1919-1922 роках був професором університету в Сербії.
З 1925 року працював у Всесвітньому есперантському об'єднанні над своєю великою працею Бібліографія міжнародної мови, яку було опубліковано 1929 року.
Решту життя провів у Південній Франції, де потонув.

## Мовознавча діяльність
У деяких своїх роботах експериментував із російською орфографією:
- його «Кишеньковий російсько-есперанто словничок» (Спб., 1912, 1914 - 2-е вид.) було видано без ерів на кінці слів[2];
- у його перекладах з есперанто оповідань Абезгуса (Пг., 1914) застосовано правопис «згідно з постановами Орфографічної підкомісії при Імператорській Академії Наук, виданими 1912 року», близький до нашого нинішнього[3];
- йому ж, імовірно, належить і анонімна замітка «Новое руское писімо или упрошчонное правописаніе» (бл. 1914) у зовсім дивній орфографії[4].

## Праці
- Стоян, П. Е. Краткий толковый словарь русского языка / В. Я. Макушкина, К. П. Шрадер. — Санкт-Петербург, 1913.